# كنيسة سيدة الجبل (عنجرة)
كنيسة ومزار سيدة الجبل هي كنيسة كاثوليكية تقع في بلدة عنجرة في محافظة عجلون، شمال غرب الأردن. يعود تأسيسها الحديث إلى عام 1932، حيث اُقيمت على أنقاض كنيسة أثريّة قديمة تعود إلى القرن الرابع للميلاد. تُعد الكنيسة من المواقع الخمس المُعتمدة من الفاتيكان للحج المسيحي، حيث يشرف عليها منذ عام 2000 لتكون وجهةً للحجاج المسيحيين في الأردن.
تعود أهمية هذا المزار إلى الاعتقاد عند المسيحيين بأن المسيح ووالدته مريم العذراء قد أمضوا فترة وجيزة في أحد كهوف عنجرة، حيث كان المسيح وتلاميذه ينتقلون في بعض مدن بلاد الشام متجولين، إذ سلك الطريق الواصل بين الناصرة والقدس عن طريق وادي الأردن مارًا بأم قيس، طبقة فحل ثم عنجرة وجرش، ومنها إلى المغطس في نهر الأردن، حيث كان يوحنا المعمدان (النبي يحيى) يسلك هذه الطريق للابتعاد عن اليهود الذين كانوا يريدون قتله.
يُشار إلى أن الحج المسيحي إلى كنيسة سيدة الجبل يُنظم عادةً في شهر حزيران/ يونيو من كل عام.

## وصلات خارجية
- فيديو يوم الحج الوطني المسيحي إلى مزار سيدة الجبل | رؤيا